# Lars Hjelt
Lars Sigvard Hjelt, född 23 april 1947 i Lojo i Finland, är en finländsk skådespelare.

## Filmografi
- 1977 – Hemåt i natten, Harri Hakkulinen, svetsare
- 1978 – Bomsalva, Rune Lindgren, verkmästare
- 1985 – Jonny Roova, Bernt
- 1999 – Finnjävlar, läkare